# 李叔和
李叔和（？—？），字介甫，號龍潭，直隸徽州府祁門縣福洲人，民籍，明朝政治人物。

## 生平
嘉靖二十五年（1546年）丙午科應天府鄉試第三十七名舉人。嘉靖三十二年（1553年）中式癸丑科會試第二十八名，三甲第十三名進士。户部观政，授湖广承天府推官，起复补山西太原府。四十三年七月选授陕西道試御史，巡按辽东、浙江，并有聲譽。以弹劾权相高拱擅权，被謫歸。

## 家族
曾祖李寄玹；祖父李俊；父李珙。嫡母張氏；生母謝氏。兄李伯興（生员）、弟李仲發、李仲達。